# Col de Lustou
Le col de Lustou est un col de montagne pédestre des Pyrénées à 2 649 mètres d'altitude dans le département français des Hautes-Pyrénées, en Occitanie.
Il relie la vallée du Rioumajou, à l'ouest, à la vallée du Louron.

## Géographie
Le col de Lustou est situé entre le pic de Bocou (2 714 m) au nord-ouest et le pic de Lustou (3 023 m) au sud-est et surplombe le lac de Lustou au nord

## Protection environnementale
Le col fait partie d'une zone naturelle protégée, classée ZNIEFF de type 1.

## Voies d'accès
Le versant ouest est accessible par le GR 105 (chemin de la vallée d'Aure) qui part de Saint-Lary-Soulan et traverse toute la vallée du Rioumajou en direction de l'hospice du Rioumajou. Au parking de Frédancon, prendre le sentier de la cabane de Lustou au pied du col.
Sur le versant est, depuis le col d'Azet, prendre le sentier en direction du lac de Sarrouyes (2 169 m), aller vers le lac de Lustou (2 370 m).